# Сушкевич Антон Казимирович
Антон Казимирович Сушкевич (10 (23) січня 1889, Борисоглєбськ Тамбовської губернії— 30 серпня 1961, Харків) — український 
математик ,  видатний алгебраїст, один з головних творців теорії узагальнених груп, професор Харківського університету.

## Життєпис
Народився в сім'ї інженера-залізничника.
У 1906—1911 рр. слухав лекції в Берлінському університеті.
У 1913 році закінчив Петербурзький університет, здавши екщзамени екстерном.
З 1916 р викладав математику в різних гімназіях Харкова.
У 1917 р склав магістерські іспити в Харківському університеті.
З початку 1918 року — приват-доцент, а з 1920 р.- ад'юнкт-професор Харківського університету.
У 1921—1929 рр. — професор Воронезького університету.
У 1926 році захистив в Харківському університеті докторську дисертацію «Теорія дії як загальна теорія груп».
У наприкінці 1929 року обраний дійсним членом Українського науково-дослідного інституту математики і механіки і переїхав до Харкова. Одночасно працював професором Харківського геодезичного інституту.
З 1933 року працював в Харківському університеті (професор), у 1956—1961 рр. завідував об'єднаною кафедрою загальної математики, вищої алгебри та теорії чисел.
З 1937 року очолював Харківське математичне товариство.

## Науковий доробок
Наукові інтереси пов'язані з різними галузями алгебри. Найбільш значні результати відносяться до теорії узагальнених груп ((монографія «Теорія узагальнених груп», 1937). Започаткував дослідження квазігруп. Ввів поняття напівгрупи та зробив значний внесок у створення теорії напівгруп.
Є автором понад 60 наукових робіт і низки підручників з вищої алгебри та теорії чисел. Автор робіт з історії математики.
За рішенням ЮНЕСКО столітній ювілей Сушкевича в 1989 р відзначався в усьому світі.